# 複数

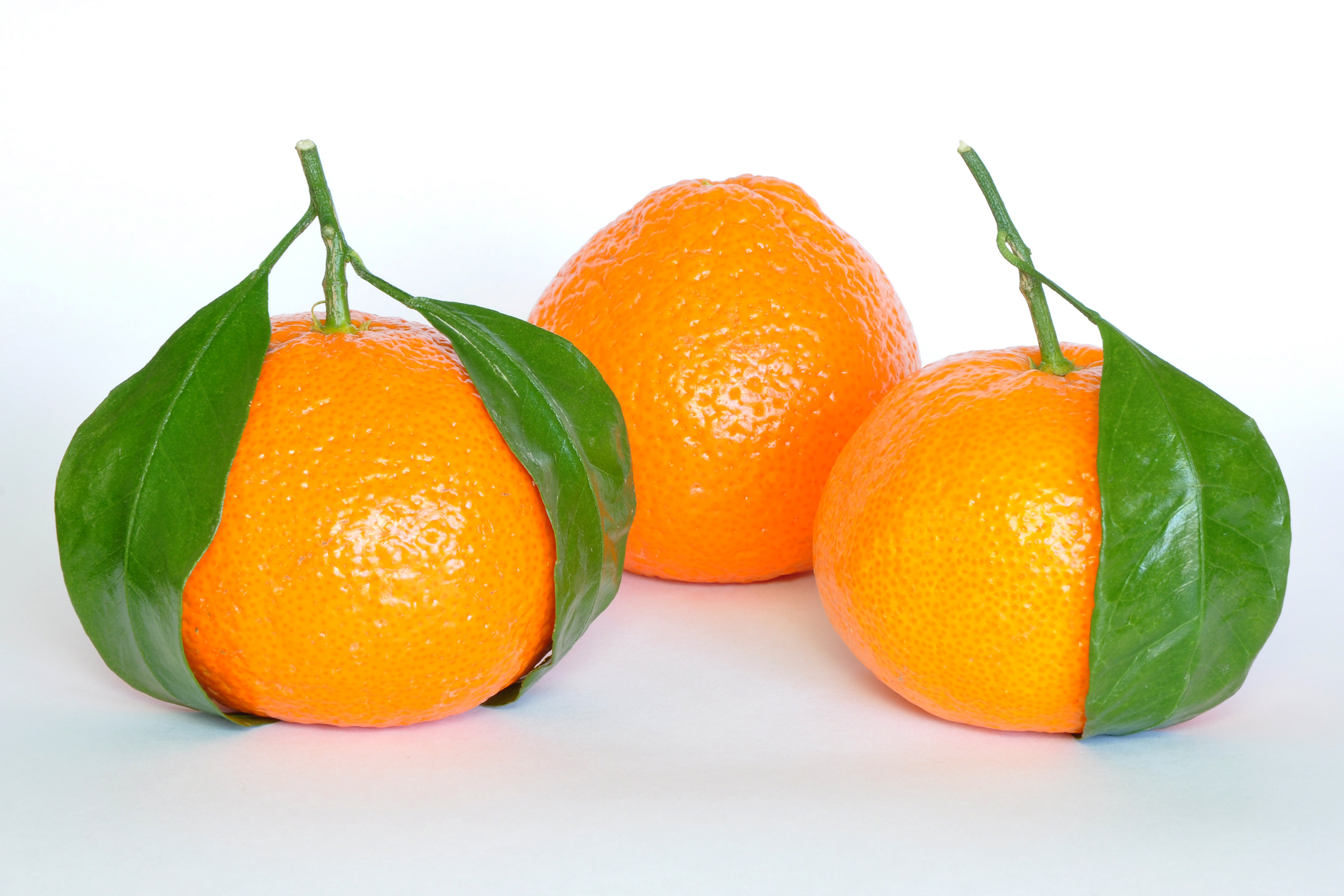
3個のマンダリンオレンジ

複数（ふくすう）とは、1より多くの数に対する数および個数の名称である。これに対し、1の場合は単数ということもある。
言語学では、複数とは「2個以上」の数量を表現する、量（文法的な数）の概念として使用される。典型的には名詞に適用されるものであり、複数形となった単語、もしくは形態素によって、名詞の標準状態での数量（通常1個）とは異なる数量であることが示される。複数という概念は多くの言語で普遍的に見られ、その表現は言語によって様々である。具体的には、独立した語、接辞、アクセントや暗黙的な標識・文脈といった形態論的表現、が挙げられる。日本語などのように、通常は複数でも変化しない言語も存在する。
英語では、単数・複数はありふれた文法的な数の概念に過ぎず、一部例外として双数が存在する（例: "both"、"twice"、"either" など）。

## 数での複数
数において複数とは1より多い（つまり2以上）の個数を一括りで表現した表現である。複数に含まれないものは、単数、零、負数などであり、通常は小数や分数も含まれない。
主に個数に対して扱い、長さや体積などに対しては複数という言葉は使用されない。ただし、年などには複数年などのように使用される。
日本語では、複数という表現の場合には、あまり大きな数を含めないことが多い。

## 名詞の複数形
名詞の複数性が (1) 標示されない言語、 (2) 任意で標示される言語、 (3) 義務的に標示される言語がある。また、複数性の標示は、名詞の指すモノの有生性によって違う振る舞いをする。一般に、人間名詞は非人間名詞よりも複数性が標示されやすい。以下のようなタイプの言語がある (Haspelmath 2005: 142) 。
1. 名詞の複数形が存在しない。
2. 人間名詞にのみ複数形が存在し、標示は任意である。
3. 人間名詞にのみ複数形が存在し、標示は義務的である。
4. 全ての名詞に複数形が存在し、標示は常に任意である。
5. 全ての名詞に複数形が存在し、標示は無生名詞の場合任意である。
6. 全ての名詞に複数形が存在し、標示は義務的である。

名詞句の複数性を名詞の語形変化（接辞、畳語、声調、語幹の母音交替）で標示する言語のほか、複数性を表す語や接語を用いて標示する言語もある (Dryer 2005: 138) 。

### 英語
英語では、複数形は通常語尾に -s を付ける（例: one cat → two cats、one chair → two chairs）か、-es を付けて構成される（例: one bush → two bushes、one itch → two itches）。一般に、-s は母音か非歯擦音のいずれかで終わる名詞に付けられる。一方 -es は歯擦音で終わる名詞に付けられる。e で終わる名詞は留意すべき例外で、歯擦音を形成する場合があるにもかかわらず -s が使われる（例: one case → two cases、one mate → two mates）。また子音 +  o で終わる名詞は -es が使われる（例: one tomato → two tomatoes、ただし one radio → two radios ＝ o の直前が子音でない）。
いくつかの複数形は、その語形においてさらに注意すべき変化をする。
- 子音 + y で終わる語は ies という形で複数形になる（例: one lady → two ladies、one cherry → two cherries、one city → two cities、ただし one tray → two trays ＝ y の直前が子音でない）。
- f あるいは fe で終わるいくつかの語は -ves という形で複数形になる（例: one leaf → two leaves、one shelf → two shelves、ただし one roof → two roofs、one cafe → two cafes という例外もある）。

古い英語には語尾に s を添える以外にも語形により複数形を作るいくつかのルールがあり、これらを引きずった語もある。
- 母音 oo を ee に変える（例: one foot → two feet、one goose → two geese、ただし one fool → two fools）。
- 語尾のouse を ice に変える（例: one mouse → two mice、one louse → two lice、ただし one house → two houses）。
- 語尾に en を付ける（例: one child → two children、one ox → two oxen）。

一部の語は、単数形と複数形が同じである（例: one sheep → two sheep、one aircraft → two aircraft）。
ラテン語・ギリシア語に由来する語は、元の言語の複数形を使うことがある。
- sis あるいは xis で終わるほとんどの語は -ses、-xes という形で複数形になる（例: one oasis → two oases、one axis → two axes）。
- ix あるいは ex で終わる語は -ices という形で複数形になることがある（例: one matrix → two matrices、one index → two indices）。
- us で終わる語はそれを -i に置き換えて複数形になることがある（例: one cactus → two cacti、one fungus → two fungi）。
- um あるいは on で終わる語の一部はそれを -a に置き換えて複数形になる（例: one forum → two fora、one criterion → two criteria）。

辞書において、複数形 (plural) は一般に pl. と略記される。品詞タグ付けの場合は、文法と意味的文脈に基づいて異なった種類の複数形を区別できるよう、また別の表記法をとる。
数値別の複数形の扱い
区別の仕方にはいくつかの流儀があり定説はないが
1. 自然数の1は常に単数形
2. 分数は単数形
3. 0（ゼロ）は複数形

| 数値          | 冠詞/数詞付き                                              | 自然数      | 整数               | 実数                     |
| ------------- | ---------------------------------------------------------- | ----------- | ------------------ | ------------------------ |
| 1より大きい数 | two and a half apples two apples                           | NA 2 apples | NA 2 apples        | 2.5 apples 2.0 apples    |
| 1             | one apple an apple                                         | 1 apple     | 1 apple            | 1.0 apple 1.0 apples     |
| -1 から 1     | NA                                                         | NA          | NA                 | 0.123 apple 0.123 apples |
| 分数          | three quarters of an apple 3/4 apple                       | NA          | NA                 | 0.75 apple 0.75 apples   |
| 0 (zero)      | no apples                                                  | NA          | 0 apples           | 0 apples                 |
| -1            | minus one degree Farenheit negative one degrees Farenheit  | NA          | -1 apple -1 apples | -1.0 apple -1.0 apples   |
| -1 未満       | minus two degrees Farenheit negative two degrees Farenheit | NA          | -2 apples          | -2.5 apples              |

### その他の言語
多くの言語には双数形も存在する。様々な言語に存在するその他の文法的な数には、3個の対象を示す三数形 (trial)、曖昧ながら少ない個数の対象を示す少数形 (小数形、paucal) がある。双数形、三数形、少数形を持つ言語において、複数形はそれらより多い個数について当てはめられる。しかし、単数形、複数形、（種類は少ないが）双数形以外は、非常に稀にしか見られない。日本語や中国語といった助数詞を持つ言語は、示差的となる文法的な数の仕組みを全く持たないが、人称代名詞に複数形を持つ傾向がある（例: 彼 → 彼ら、你 → 你们）。
いくつかの言語（例えばメレ・フィラ語）には複数形と大複数形 (多数形、大数形、greater plural) の区別がある。大複数形は、対象が非常に多くあることを示す。また少数形、複数形、大複数形の区別は、しばしば対象の属性に関わってくる点にも注意が必要である。例えば少数形がオレンジについて使われるならば、それは10個未満を意味するかもしれない。しかしある国の人口について使われるならば、それは20-30万人を意味するかもしれない。
オーストロネシア語族のスルスルンガ語とリヒル語（いずれも大洋州諸語、ニューアイルランド島グループ）は単数形、双数形、少数形、複数形、大複数形を持つ。こうした言語は世界で最も込み入った文法的な数を持つ。

### 略語
名詞として使われている略語、数字、大文字の複数形を作る場合、単純に末尾へ小文字の s を付ける。
- A group of MPs
- The roaring '20s
- Mind your Ps and Qs

単位の略語の複数形を表す場合、単数形と同じ形式を用いる。
- 1 lb. あるいは 20 lb.
- 1 ft. あるいは 16 ft.
- 1 min. あるいは 45 min.

略語が止めのピリオドを複数持つ場合、オックスフォード・ルールは最後のピリオドの後に s を付けるよう推奨している。
- Ph.D.s
- M.Phil.s
- the d.t.s

しかし、他のスタイルガイドに従ったり、一貫性を維持するため、少しくだけて次のようにも表記できる。
- PhDs
- MPhils
- the DTs. (これは New Oxford Dictionary for Writers and Editors で推奨されている形式である。)

オックスフォード・ルールによると、アポストロフィーは明示的にそれが必要とされるケースで稀に使われるものであり、例えば文字そのものやシンボルが対象となっている場合がそうである。
- The x's of the equation
- Dot the i's and cross the t's

しかし、対象が斜体であったり引用符で囲まれている場合、アポストロフィーは省略される。
- The xs of the equation
- Dot the 'i's and cross the 't's

ラテン語、および英語も含めヨーロッパ言語から派生した語形では、純粋に書記上の慣習として、1文字の略語を重ね書きしてその複数形とすることがある。このほとんどは筆記と出版物で見られる。2-3文字の略語でもこの方法は使われる。
| 単数略語        | 単数形                                 | 複数略語          | 複数形                                   | 分野     |
| --------------- | -------------------------------------- | ----------------- | ---------------------------------------- | -------- |
| d.              | didot                                  | dd.               | didots                                   | 印刷     |
| f.              | following line あるいは following page | ff.               | following lines あるいは following pages | 注釈     |
| h.              | hand                                   | hh.               | hands                                    | 馬の体高 |
| l.              | line                                   | ll.               | lines                                    | 注釈     |
| MS              | manuscript                             | MSS               | manuscripts                              | 注釈     |
| op.             | opus                                   | opp.              | opera                                    | 注釈     |
| p.              | page                                   | pp.               | pages                                    | 注釈     |
| P.              | pope                                   | PP.               | popes                                    |          |
| s. (あるいは §) | section                                | ss. (あるいは §§) | sections                                 | 注釈     |
| v.              | volume                                 | vv.               | volumes                                  | 注釈     |

### ゼロ
単数形と複数形しか持たない言語であっても、ゼロの扱いは言語によって異なる。例えば英語、ドイツ語、オランダ語、イタリア語、スペイン語、ポルトガル語では、複数形はゼロと2以上で使われ、単数形は1でのみ使われる。一方、フランス語は単数形がゼロで使われる。
ロマンス諸語/ゲルマン語派とは違った興味深い現象がスラヴ語派とバルト語派のいくつかで見られる。そこでは、数字の最後の桁が語形を決定する。現代のスラヴ語派のほとんどは双数を持たないが、その名残を持つ。例えばポーランド語には単数形と複数形があり、さらに下1桁が2、3、4の数（ただし12、13、14は除く）に適用される特殊な形がある。ロシア語の場合、2、3、4では単数属格形のような終わり方をする語形の複数形が使われ、5以上では複数属格形が使われる。さらに、スロベニア語には純粋な双数が残っており、それは下1桁が2の数で使われる。セルビア・クロアチア語では、（2-4の小数に加えて）いくつかの名詞が加算複数 (counting plural) と集合複数 (collective plural) で別の形をとる。（後者は集合名詞として扱われる。）例えば「葉」の複数形には次の2パターンがある。すなわち、lišće（集合複数）は「木々から葉が落ち続けている」という場合に、一方 listovi（加算複数）は「何枚かの美しい葉がある」という場合に使われる。スラヴ祖語に近い古代教会スラヴ語（古代スラヴ語）は、名詞だけでなく動詞も2つの語形をとり、その点でほとんどサンスクリットに近い。ラテン語は強い屈折語でインド・ヨーロッパ祖語に近いものの、双数を持たず、研究者によってはイタリック語派やケルト語派の祖語でそれが失われたと言う者もいる。

### 実例
英語の場合、質量名詞と抽象名詞が複数形をとる例は少ない。by the waters of Babylon（バビロンの流れのほとりで）というフレーズは単なる詩的な言い回しだが、質量名詞 water が複数形をとると、その水が他所の土地から、他所の土壌と共に流れてきたという意味を持つ。同様のことが Different waters make for different beers（水が違えば出来るビールも違う）というフレーズにも言える。同じく、抽象名詞 physics（物理現象）は茫漠とした単一の概念だが、近年のコンピュータゲームの一機能という意味においては、（物理シミュレーションによる）物理現象の異なった動作を指すものとして、語形変化を伴うことなく、複数扱いが可能である。例えば Throughout the history of the game series, the physics have improved（このゲームではシリーズを通じて、物理シミュレーションの進歩が見られる）という具合である。

### 品詞タグ付け
品詞タグ付けにおいては、文法と意味的文脈に基づいて異なった種類の複数形を区別するため、別の表記法が使われる。何種類に分けるかはまちまちで、例えば Penn-Treebank タグセット（総タグ数36個）では、NNS - noun, plural、NPS - Proper noun, plural の2種がある。一方 CLAWS 7 タグセット（総タグ数149個）では、NN2 - plural common noun、NNL2 - plural locative noun、NNO2 - numeral noun, plural、NNT2 - temporal noun, plural、NNU2 - plural unit of measurement、NP2 - plural proper noun の6種がある。

## 連合複数
英語の-sのように同類の集合を指す同質複数 (additive plural) に対して、同質でない集団を指す複数を連合複数 (associative plural) と呼ぶ。日本語 (東京方言) の「たち」はこの両方を表すことができるが、宮古語 (伊良部方言) では異なる形式が使い分けられる。
日本語
- 「鳥たち」 (同質複数: 指示対象は全て鳥)
- 「ジュンジたち」 (連合複数: 指示対象全員が「ジュンジ」ではない)

宮古語
- tur-mmi (同質複数: 「鳥たち」)
- dzʲundzi-ta (連合複数: 「ジュンジたち」)